# Maarouf al-Dawalibi
Maarouf al-Dawalibi (en arabe : معروف الدواليبي / Ma'rūf al-Dawālībī), né le 29 mars 1909 à Alep et mort le 15 janvier 2004 à Riyad, est un homme d'État syrien qui occupe à deux reprises le poste de Premier ministre : brièvement en 1951, puis de 1961 à 1962. Ses deux mandats sont interrompus par des coups d'État militaires. Avec l'arrivée au pouvoir du Parti Baas en 1963, il est emprisonné puis contraint à l'exil. Il s'établit alors en Arabie saoudite, où il sert comme conseiller des rois saoudiens jusqu'à sa mort,,.

## Biographie

### Gouvernement Dawalibi I (1951)
Dawalibi accéda au poste de chef du gouvernement suite à une crise ministérielle en novembre 1951 ; cette crise fut précipitée par la démission du Premier ministre Hassan al-Hakim, entraînant un vide gouvernemental en Syrie,. Le président Hachem al-Atassi chargea Maarouf al-Dawalibi de former un nouveau gouvernement, et ce dernier prit ses fonctions de Premier ministre le 28 novembre.
En opposition à l’intervention de l’armée dans les affaires gouvernementales, Dawalibi conserva pour lui-même le portefeuille de la Défense, refusant de nommer le colonel Faouzi Selou à ce poste. La nomination de Selu au ministère de la Défense avait été une exigence imposée par le colonel Adib Chichakli après son coup d’État de décembre 1949, une condition que tous les gouvernements ultérieurs avaient respectée jusqu’alors. La décision d’Dawalibi de prendre le contrôle du ministère de la Défense fut immédiatement contestée par le colonel Selou, qui porta plainte auprès d’Adib Chichakli. Le jour même de la formation du gouvernement, une réunion eut lieu entre Chichakli, Dawalibi et le président Hachem al-Atassi, au cours de laquelle Chichakli exigea la dissolution du cabinet et la formation d’un nouveau gouvernement aligné sur les intérêts militaires. Tant Dawalibi qu’Atassi refusèrent de céder à ses exigences.
Le cabinet Dawalibi connut une existence éphémère ; il ne se maintint que douze heures après sa constitution avant d'être renversé par Chichakli le 29 novembre. Le coup d’État de Chichakli entraîna l’arrestation du Premier ministre Dawalibi et de l’ensemble de ses ministres, incarcérés à la prison de Mezzeh. Après des tentatives infructueuses pour obtenir sa démission, Dawalibi finit par la présenter le 1er décembre. Le président Atassi chargea alors Hamid al-Khouja, un politicien indépendant, de former un nouveau cabinet. Toutefois, l’opposition croissante empêcha la constitution du gouvernement, conduisant Atassi à démissionner à son tour le 2 décembre afin d’éviter une impasse politique,.  

### Période intermédiaire (1951–1961)
Le 3 décembre, Chichakli délégua les fonctions de Premier ministre et de président à Faouzi Selou. Dans les faits, Selou n’exerçait qu’un pouvoir symbolique tandis que Chichakli consolidait sa dictature militaire dans le pays. Libéré de prison en 1952, Dawalibi fit face à une seconde détention l'année suivante en raison de ses critiques envers le régime, ce qui le contraignit à s'exiler en Irak.
Dawalibi rentra en Syrie après le coup d'État de 1954 qui renversa le régime de Chichakli. La présidence fut reprise par Hachem al-Atassi, qui s'engagea à achever son mandat constitutionnel. Atassi rétablit l'ordre politique antérieur au coup d’État de 1951, conduisant Dawalibi à soumettre à nouveau sa démission conformément aux procédures constitutionnelles. Intégré au cabinet du Premier ministre Sabri al Assali, il fut nommé ministre de la Défense. Ce gouvernement demeura en fonction du 1er mars au 19 juin 1954. À ce poste, Dawalibi œuvra à réduire l'influence de l'armée dans les affaires gouvernementales et tenta de faire adopter une loi prohibant l'appartenance des militaires à des partis politiques.

### Gouvernement Dawalibi II (1961–1962)
Après la sécession de la Syrie de son union avec l'Égypte en 1961, le président Nazem Koudsi chargea Dawalibi de former un gouvernement,. Maarouf al-Dawalibi prit ses fonctions de Premier ministre le 22 décembre, à la tête d'un cabinet composé de seize ministres. Outre la direction du gouvernement, Dawalibi occupa simultanément le portefeuille des Affaires étrangères,.
En janvier 1962, Maarouf al-Dawalibi offrit la médiation du gouvernement syrien dans le conflit entre l'Irak et le Koweït, découlant de la revendication de souveraineté irakienne sur le territoire koweïtien après l'indépendance de ce dernier en 1961. La proposition fut ignorée par le président irakien Abdel Karim Kassem.  
Le 28 mars 1962, une tentative de coup d'État menée par l'officier syrien Abdul Karim al-Nahlawi entraîna l'arrestation du Premier ministre Maarouf al-Dawalibi et du président Nazem Koudsi. Cependant, quelques jours plus tard, un groupe d'officiers légalistes conduisit un contre-coup d'État réussi le 1er avril, aboutissant à la libération des deux dirigeants et au rétablissement du gouvernement renversé. Néanmoins, Dawalibi fut contraint de démissionner pour éviter un conflit plus grave avec les militaires,.

### Exil et mort
La carrière politique de Maarouf al-Dawalibi prit fin avec le coup d'État baasiste de 1963. Les nouvelles autorités syriennes, dominées par des officiers d'idéologie baasiste et nassérienne, lancèrent une campagne d'arrestations visant les personnalités politiques associées au mouvement anti-nassérien en Syrie. Le Conseil du Commandement révolutionnaire ordonna l'arrestation d'Dawalibi et du président Koudsi, accusés de « crime de sécession ». Dawalibi demeura emprisonné jusqu'en 1964, avant d'être contraint à l'exil,. Il se réfugia d'abord au Liban et, après un bref séjour à Beyrouth, s'installa définitivement en Arabie saoudite,.
En 1965, il fut appelé par le roi Fayçal pour servir comme conseiller politique à la cour royale saoudienne. Sous les règnes successifs des rois Khaled et Fahd, Dawalibi continua d’exercer ses fonctions de conseiller, demeurant en poste jusqu’à sa mort,,.
À la fin des années 1970, Dawalibi fut envoyé au Pakistan à la demande du dictateur Muhammad Zia-ul-Haq, avec pour mission d'assister le Conseil de l'idéologie islamique dans l'élaboration d'un nouveau code de lois islamiques pour le pays. Les textes furent initialement rédigés par Dawalibi en arabe, puis traduits en ourdou et en anglais par une équipe de quinze spécialistes. Sa contribution la plus notable fut la formulation des Ordonnances Hudood de 1979.
Maarouf al Dawalibi est décédé à Riyad le 15 janvier 2004. Depuis 2004, sa dépouille est enterrée au cimetière Al Baqi à Médine.

## Famille
Maarouf al-Dawalibi avait pour épouse Umm Muhammad, une Française qui a embrassé l'islam après leur mariage. Leur fils, Nofal al-Dawalibi, fut une membre de l'opposition syrienne au régime de Bachar el-Assad.